# Allan Briggs
Allan Lindsay Briggs (ur. 14 lutego 1873 w Bridgeport, zm. 12 listopada 1951 w Vineyard Haven) – amerykański strzelec, mistrz olimpijski.
Był kapitanem w armii amerykańskiej.
Briggs wystąpił na Letnich Igrzyskach Olimpijskich 1912 w czterech konkurencjach. Indywidualnie najwyższą pozycję zajął w karabinie wojskowym z dowolnej postawy z 600 m, w którym uplasował się na 4. miejscu, przegrywając w dogrywce pojedynek o brązowy medal z Johnem Jacksonem (89–90). W drużynowym strzelaniu z karabinu wojskowego zdobył wraz z kolegami z reprezentacji złoty medal, osiągając drugi rezultat wśród amerykańskich zawodników (skład zespołu: Harry Adams, Allan Briggs, Cornelius Burdette, John Jackson, Carl Osburn, Warren Sprout).

## Wyniki

### Igrzyska olimpijskie
| Igrzyska | Konkurencja                              | Wynik                                         | Miejsce | Źródło |
| -------- | ---------------------------------------- | --------------------------------------------- | ------- | ------ |
| IO 1912  | Karabin dowolny, trzy postawy, 300 m     | 888 pkt. (341–308–239)                        | 35      | [ 1 ]  |
| IO 1912  | Karabin wojskowy, trzy postawy, 300 m    | 85 pkt. (45–40)                               | 25      | [ 2 ]  |
| IO 1912  | Karabin wojskowy, dowolna postawa, 600 m | 93 pkt.                                       | 4       | [ 3 ]  |
| IO 1912  | Karabin wojskowy, drużynowo              | 1687 pkt. (druż.) 283 pkt. ind. (72–75–70–66) |         | [ 4 ]  |